# Inside Amy Schumer
Inside Amy Schumer è una serie televisiva statunitense di genere sketch comedy co-ideata, co-sceneggiata e interpretata da Amy Schumer e trasmessa su Comedy Central dal 2013.
La serie ha vinto un Peabody Award ed è stata candidata per otto premi Emmy, vincendo quello per il miglior varietà a sketch e per la miglior musica e testo originali.

## Struttura
Ogni episodio della serie è suddiviso in segmenti di lunghezza variabile: sketch, pezzi di stand-up comedy, interviste da strada e interviste più lunghe con personaggi insoliti, spesso riguardanti la sessualità e i ruoli di genere. Amy Schumer è l'unica interprete che compare in ogni segmento. Comedy Central trasmette due versioni della serie: una con la censura del turpiloquio per la prima serata o le messe in onda precedenti e un'altra priva di alcuna censura per la messa in onda a tarda notte.

## Episodi
| Stagione         | Episodi | Prima TV USA | Prima TV Italia |
| ---------------- | ------- | ------------ | --------------- |
| Prima stagione   | 10      | 2013         | 2016            |
| Seconda stagione | 10      | 2014         | 2016            |
| Terza stagione   | 10      | 2015         | 2016            |
| Quarta stagione  | 9       | 2016         | 2017            |
| Quinta stagione  | 5       | 2022         | 2023            |

## Produzione
La serie ha debuttato il 30 aprile 2013, su Comedy Central. Schumer e Daniel Powell sono i produttori esecutivi dello show. Inside Amy Schumer ha completato la seconda stagione il 3 giugno 2014, ed è stato rinnovato per una terza stagione una settimana più tardi. La terza stagione ha debuttato il 21 aprile 2015, con una quarta stagione ordinato lo stesso giorno. La quarta stagione ha debuttato il 21 aprile 2016. Lo show ha ricevuto un Peabody Award ed è stato candidato per otto Emmy, vincendone due. Il 6 gennaio 2016 lo show è stato rinnovato per una quinta stagione.

## Distribuzione
Negli Stati Uniti la serie viene trasmessa su Comedy Central dal 30 aprile 2013. Dal 2014 la serie è distribuita in Australia dalla Australian Broadcasting Corporation. Nel Regno Unito e in Irlanda viene trasmessa dai canali Viacom, principalmente da Comedy Central e Comedy Central Extra.

## Accoglienza

### Critica
La serie è stata accolta positivamente dalla critica. La prima stagione ha ricevuto un punteggio medio di 66 su 100 su Metacritic, sulla base di otto recensioni. La seconda e la terza stagione sono state generalmente meglio accolte e hanno ricevuto su un punteggio di 74 e 71 rispettivamente. Inoltre la terza stagione ha ricevuto il 100% di approvazione su Rotten Tomatoes, sulla base di dieci recensioni. Il consenso della critica è così riassunto dal sito: «Tagliente e stimolante, la terza stagione di Inside Amy Schumer offre più riferimenti alla società e autoironia di quanto gli appassionati della serie potessero aspettarsi».

### Riconoscimenti
- 2014 - Premi Emmy

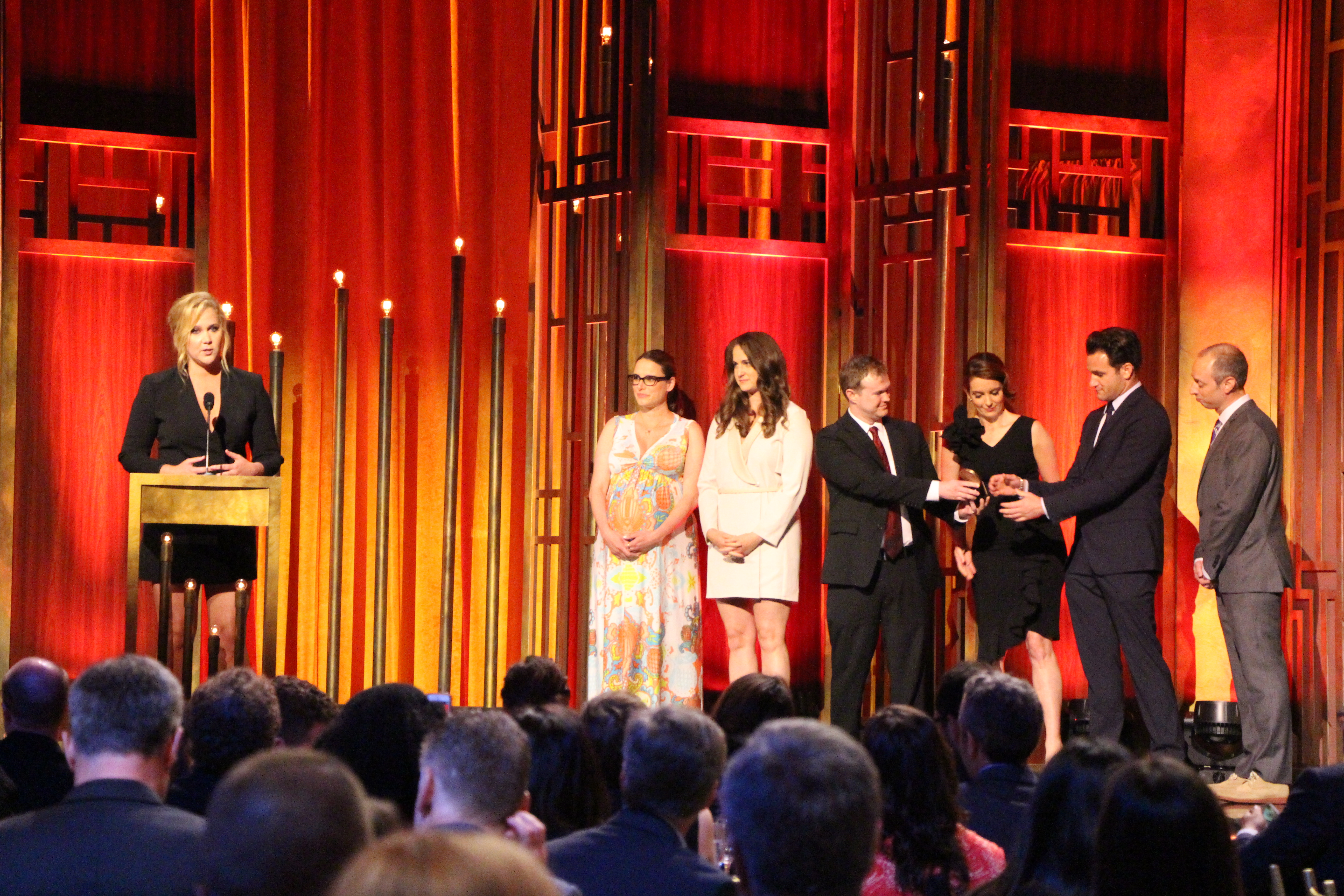
Amy Schumer con la troupe della serie ai Peabody Award nel 2015.

  - Candidato per la miglior sceneggiatura di un varietà
- 2014 - American Comedy Awards
  - Candidato per la miglior attrice comica televisiva (Amy Schumer)
- 2014 - Critics' Choice Television Award
  - Candidato per la miglior attrice protagonista in una serie commedia (Amy Schumer)
- 2015 - Premi Emmy
  - Miglior musica e testo originali (a Kyle Dunnigan e Jim Roach, per il brano Girl You Don't Need Make Up dell'episodio Cool With It)
  - Miglior varietà a sketch
  - Candidato per la miglior attrice protagonista in una serie commedia (Amy Schumer)
  - Candidato per il miglior regia di un varietà (Amy Schumer e Ryan McFaul, per l'episodio 12 Angry Men Inside Amy Schumer)
  - Candidato per la miglior guest star in una serie commedia (Paul Giamatti)
  - Candidato per la miglior sceneggiatura di un varietà
  - Candidato per il miglior montaggio video per una serie commedia single-camera	(Nick Paley, Laura Weinberg, Jesse Gordon, Billy Song, per l'episodio Last Fuckable Day)
- 2015 - Peabody Award
- 2015 - TCA Award
  - Miglior risultato per una commedia
  - Miglior risultato individuale in una commedia (Amy Schumer)
- 2015 - WGA Award
  - Candidato per la miglior serie commedia o varietà
- 2015 - Critics' Choice Television Award
  - Miglior attrice protagonista in una serie commedia (Amy Schumer)
  - Candidato per la miglior guest star in una serie commedia (Josh Charles)
- 2015 - People's Choice Awards
  - Candidato per la miglior serie televisive a sketch